# Сознание
Созна́ние — состояние психической жизни организма, выражающееся в субъективном переживании событий собственной жизни и событий внешнего мира, а также в отчёте об этих событиях и ответной реакции на эти события.
Сознание может пониматься в более широком или более узком смысле. Так, например, с точки зрения теории отражения, сознание, в широком смысле — «психическое отражение действительности независимо от того, на каком уровне оно осуществляется — биологическом или социальном, ощущаемом или чувственном», а в узком смысле — основанная на культуре «высшая, свойственная только людям и связанная со способностью интерпретировать мысли функция мозга, заключающаяся в обобщённом и целенаправленном отражении действительности, в предварительном мысленном построении действий и предвидении их результатов, в разумном регулировании и самоконтроле поведения человека за счёт рефлексии».
В Большом энциклопедическом словаре (2000) сознание определяется как «высшая форма психического отражения, свойственная общественно развитому человеку и связанная с речью, идеальная сторона целеполагающей деятельности».
Проблема того, чем же является сознание, каковы его рамки и в чём же смысл существования данного термина, выступает предметом исследования философии сознания, психологии, дисциплин, изучающих проблемы искусственного интеллекта. Проблемы практического рассмотрения включают в себя следующие вопросы: как можно определить наличие сознания у тяжело больных или находящихся в коме людей; может ли существовать нечеловеческое сознание и как можно определить его наличие; в какой момент зарождается сознание людей; могут ли компьютеры достичь таких же сознательных состояний и прочее.

## Понятие о сознании
Воспринимая какую-нибудь вещь, вспоминая событие, восхищаясь произведением искусства или стремясь к реализации какой-то цели, субъект может не знать о своей психической жизни, которая является условием возможности этих его действий или состояний. Эту психическую жизнь делает доступной рефлексивный поворот взгляда, осуществление внутреннего восприятия. То, что открывается благодаря рефлексии, имеет общее свойство — быть сознанием чего-то, сознанием, в котором что-то осознаётся. Так, в восприятии нечто воспринимается, в воспоминании — о чём-то вспоминается, и то же относится к боязни чего-то, любви к чему-то и т. д. Это свойство обозначают как интенциональность.

### Физиология
Связь сознания с физиологией мозга остается неизученной. По мнению нейробиолога Марка Солмса проблема сознания является величайшей неразрешенной загадкой современной нейробиологии.
По мнению известного британского нейрофизиолога Анила Сета, вплоть до 1990-х годов вопросы изучения сознания в естественных науках «было принято обходить стороной и даже объявлять вне закона».

## Философские теории сознания
Сознание есть интуитивный акт человеческого "я" относительно самого себя, после которого пережитое входит в память, и вместе с тем различение "я" от "не я", от окружающего мира. Сознание есть единство "я" и различие его от "не я".
Сознание человека не только отражает объективный мир, но и творит его... мир не удовлетворяет человека, и человек своим действием решает изменить его.
В философии сознание рассматривается как способность соотноситься, сознавать предмет (Гегель). При этом под «сознанием» понимается не психическая способность тела (как в психологии), а фундаментальный способ, каким человек соотнесён со своим предметом и миром вообще. Об этом говорят, что сознание есть форма или способ данности предмета, форма или способ данности мира вообще. Так понятое сознание есть всегда, не может ни начаться, ни прекратиться, не может исчезнуть, точно так же как не может исчезнуть мир, который сознанием конституирован соотносительно. Сознание и мир — два полюса одного и того же, единой соотнесённости сознания. Именно поэтому в строго философском смысле некорректно рассматривать сознание самостоятельно, в отрыве от его соотносительного полюса — мира (психологизм), как и мир — в отрыве от его соотносительного полюса — сознания (наивность).
Но сознание есть не только способность соотношения, но и само отношение. Это явствует из того, что мы не можем отвлечься от сознания, «выйти» за его пределы. По сути мы тотально охвачены сознанием. Если нет сознания, то для нас нет ничего. В этом смысле сознание само есть некоторая соотнесённость, раздвоенность, разделённость внутри себя. Об этом говорят, что сознание интенционально (Гуссерль). Сознание всегда проявляет себя как структура сознания о [чём-то]. Более того, философия пытается обосновать тот вывод, что такая природа сознания конституирует саму разделённость между субъектом и объектом, внутренним и внешним, я и миром. Как отношение, сознание есть некоторое переживание, определённый опыт, в котором мы соотносимся с миром. Этот опыт понимается одновременно и как сама деятельность соотнесения в целом, и как переживание субъектом этой деятельности самого себя и своего отношения к миру. Именно поэтому в философии иногда из сознания «выделяют» собственно субъект и под «сознанием» в узком смысле понимают отношение субъекта и его объекта. Об этом говорят, что субъект (со)знаёт объект. В то же время термин «сознание» в философии не употребляют, когда речь идёт о движении «внутри» мышления, а не собственно о соотнесённости с миром. Это связано с тем, что вне опыта соотнесения с миром сознание теряет своё самостоятельное значение и становится только способностью рефлексии относительно мыслимого содержания. Внутри мышления субъектом движения становится не сознание, а само мышление, понимаемое одновременно и как некоторое всеобщее, безличное пространство деятельности, и как сам субъект этой деятельности. Однако при этом сознание всегда присутствует как возможная позиция, в которую субъект может перейти в любой момент — как опыт возможной соотнесённости с миром.
Выделяют следующие формы сознания: самосознание как сознание сознанием самого себя, рассудок как мыслящее сознание, то есть постигающее мир в понятиях (категориях рассудка), разум как самосознающий рассудок и дух как высшую форму сознания, включающую в себя все другие формы. Различие рассудка и разума состоит в том, что рассудок соотносит свои понятия с миром, и поэтому его критерием истинности является непротиворечивость. Разум как самосознающий рассудок поднимается до диалектического удержания противоречий, поскольку соотносит не только свои понятия с миром, но и самого себя со своими понятиями.
Философия пытается ответить на два основных вопроса о сознании: какова природа сознания и как сознание связано с физической реальностью, прежде всего с телом. Впервые проблема сознания в явной форме была сформулирована Декартом, после сознание получило широкое освещение в новоевропейской философии, а также в различных философских традициях, таких как феноменология и аналитическая философия. Среди основных философских теорий сознания можно перечислить следующие:

### В западной философии

#### Дуализм
Дуализм есть теория о том, что существует две разновидности субстанций: сознание и физические объекты. Основателем данной теории является Рене Декарт, который утверждал, что человек является мыслящей субстанцией, способной усомниться в существовании всего, кроме своего собственного сознания, и что сознание, таким образом, несводимо к физическому миру.
Дуализм души и тела — точка зрения, согласно которой сознание (дух) и материя (физическое тело) представляют собой две независимые, взаимодополняющие друг друга и равные по значению субстанции. Как правило, основывается на общефилософском дуализме. Основоположниками являются Платон и Декарт.
Платон считал, что тело принадлежит материальному миру и потому смертно, тогда как душа является частью мира идей и бессмертна. Он считал, что душа лишь временно привязана к телу до момента его смерти, после чего душа возвращается в свой мир форм. Душа, в отличие от тела, не существует в пространстве и времени, что даёт ей доступ к абсолютной истине мира идей.
Из современных представителей дуализма можно отметить Дэвида Чалмерса. Называя свою позицию натуралистическим дуализмом, он настаивает на нефизической природе сознательного опыта, который несводим к физическим свойствам, хотя и зависит от последних согласно законам природы. Психофизические законы полагаются Чалмерсом естественным дополнением к физическим законам и принципам.

#### Логический бихевиоризм
Логический бихевиоризм — теория о том, что быть в психическом состоянии означает быть в бихевиоральном состоянии, то есть либо осуществлять некоторое поведение, либо иметь диспозицию (расположение) к такому поведению. Логический бихевиоризм связан с бихевиоризмом в психологии, но их следует различать: в последнем случае бихевиоризм понимается как метод для изучения человеческих существ, но не пытается решить философские проблемы относительно природы сознания и соотношения сознания и тела. Среди представителей логического бихевиоризма можно назвать таких философов, как Гемпель и Райл. Данная теория стремится опровергнуть дуализм Декарта, так как он противоречит тезису единства науки, понимаемому как физикализм. Некоторые основные предпосылки данной теории разделялись также Людвигом Витгенштейном.

#### Идеализм
Идеализм — это теория, согласно которой сознание первично. Субъективный идеализм отрицает существование независимой от сознания реальности. Субъективные идеалисты утверждают, что объекты физического мира не существуют вне их восприятия. Наиболее последовательно этот тезис был развит Джорджем Беркли, который утверждал, что «быть — значит быть воспринимаемым».

#### Материализм
Материализм — течение в философии, которое в качестве первичной признаёт материальную субстанцию. Сознание описывается материалистами[какими?] как свойство высокоорганизованной материи. Материалисты критикуют как дуалистов и идеалистов, так и бихевиористов, доказывая, что поведение не является сознанием, но внутренней физической причиной сознания. Среди материалистов можно упомянуть Фридриха Энгельса, Дэвида Армстронга, Дональда Дэвидсона и других.
Обращаясь к истории, проф. И. Кальной и Ю. А. Сандулов отмечают: движущую силу развития французские материалисты XVIII в. видят в просвещении, в распространении положительных идей. Исходный тезис их социальной философии заключается в том, что «мнения правят миром». Немецкие мыслители, лицезрев французскую буржуазную революцию в её ретроспекции, скажут: «Мнения не только правят миром, но и творят новый мир», от чего шаг — до абсолютизации сознания в формуле «Сознание не только отражает мир, но и творит его».

#### Функционализм
Функционализм (философия сознания) — это теория, согласно которой находиться в психическом состоянии значит находиться в функциональном состоянии, то есть выполнять некоторую определённую функцию. С точки зрения функционалистов сознание относится к мозгу так же, как, например, функция показывать время соотносится с конкретным физическим устройством часов. Функционализм занимает критическую позицию по отношению к материализму, так как отрицает необходимую связь между сознанием и мозгом. Так, по мнению функционалистов, сознание потенциально может быть функцией самых разных физических объектов, например компьютера. Функционализм является методологической базой теории искусственного интеллекта и когнитивной науки. К функционалистам можно отнести Дэвида Льюса, Хилари Патнема, Дэниела Деннета и Д. И. Дубровского.

#### Двухаспектная теория
Двухаспектная теория — это теория о том, что психическое и физическое суть два свойства некоторой лежащей в основе вещей реальности, которая, по сути, не является ни психической, ни физической. Двухаспектная теория поэтому отвергает и дуализм, и идеализм, и материализм как представления о том, что существует психическая или физическая субстанции. Подобные взгляды характерны, например, для Бенедикта Спинозы, Бертрана Рассела и Питера Стросона.

#### Феноменологическая теория
Феноменология представляет собой попытку беспредпосылочного описания содержания опыта без каких-либо утверждений относительно реальности его предмета. Феноменология пытается открыть идеальные (сущностные) черты человеческого мышления и восприятия, свободные от каких-либо эмпирических и индивидуальных вкраплений, и обосновать таким образом все остальные науки как основанные на мышлении. Основным свойством человеческого сознания, согласно феноменологии, является интенциональность. Среди сторонников этой теории назовём Эдмунда Гуссерля и Мориса Мерло-Понти.

#### Эмерджентная теория
Эмерджентная теория — это теория о том, что, хотя сознание и является свойством некоторого физического объекта (обычно мозга), оно тем не менее несводимо к физическим состояниям последнего и является особой нередуцируемой сущностью, обладающей уникальными свойствами, подобно тому как свойства молекулы воды нередуцируемы к свойствам атомов водорода и кислорода. Сознание, однако, является обычным реальным объектом, который должен изучаться наукой наравне со всеми прочими. Среди сторонников данной концепции — Джон Серл.

### В восточной философии

#### В индуизме
В индуизме сознанию сопоставляется Пуруша («безмолвный высший свидетель»), который наблюдает за действиями Пракрити («материальной природы»). Сознание души склонно ошибочно отождествлять себя с материальным телом, будучи увлечённая и связанная гунами («качествами природы»).

#### В буддизме
В настоящее время некоторые исследователи и буддийские деятели (в том числе Далай-лама XIV) определяют буддизм как «науку о сознании».
Согласно известной буддийской доктрине о Трёх поворотах колеса Дхармы, во время третьего поворота Будда проповедовал учение о «только лишь сознании», в соответствии с которым «все три мира суть только лишь сознание». Данный поворот, который «Сутра развязывания узла глубочайшей тайны» характеризует как наиболее полный и окончательный, связан с учением школы Йогачара.
Школой сознания Будды иногда называют школу дзэн, известный чаньский учитель Цзунми назвал школу чань «школой созерцания» (чаньцзун) и «школой сознания» (синьцзун). Основатель дзэнской школы Бодхидхарма определял дзэн как «непосредственный переход к пробуждённому сознанию, минуя традицию и священные тексты».
Сознание (санскр.: виджняна) отождествляется в буддизме с общей способностью ощущать и распознавать, а также с более узкофункциональной способностью избирательно реагировать на внешние и внутренние стимулы. В связи с этим, выделяют шесть виджнян: зрительная, слуховая, осязательная, обонятельная, вкусовая, ментальная. Сознание входит в состав разных причинно-следственных комплексов: является одной из пяти скандх (причинных факторов индивида) и звеном (нидана) в 12-звенной цепи зависимого возникновения.
Согласно буддийскому учению, сознание несубстанционально, не является неизменным, единым и независимо существующим, и представляет собой поток (сантана) мгновенных психических состояний (дхарм). По словам Будды, сознание «начинается как одна вещь, а кончается как другая»; то есть, оно непостоянно и не тождественно самому себе в разные моменты времени. В соответствии с 12-звенной моделью буддийской доктрины «совместного возникновения условий» (пратитья самутмада), возникновение сознания обусловлено «формирующими факторами» (санскара) — отпечатками, впечатлениями, латентными тенденциями, оставляемыми действиями (кармой). Таким образом, с точки зрения буддизма, сознание является результатом прошлой кармы. Также, сознание является результатом одновременного обусловливания со стороны двух своих баз (аятана) — органа чувств (индрия) и чувственного объекта (аламбана). Индрия — это чувственная способность органа чувств, которых у человека 6: глаз, ухо, тело, нос, язык, ум (манас); шести органам чувств соответствуют шесть типов воспринимаемых объектов: видимое, слышимое, осязаемое, обоняемое, вкушаемое, мыслимое (итого: 12 аятан). Согласно 12-звенной модели зависимого возникновения, существование шести органов чувств (нама-рупа) и их шести чувственных способностей (шад-аятана) также зависит от «формирующих факторов» (санскара); то есть, является результатом прошлой кармы.

## Представления о сознании в культурно-исторической психологии
Эмерджентная концепция предполагается и развивается в эволюционных концепциях. К ним по праву относятся ставшие классическими идеи Л. С. Выготского и А. Р. Лурии, которые настаивали на ступенчатом развитии высших психических функций (в том числе способностей обозначения, осознания, произвольного действия) как в филогенезе, так и в онтогенезе. Развиваемая в этом ключе культурно-историческая теория содержала два важнейших момента: опосредование функций, способностей сознания знаками (речью, языком), а также формирование сознания в непременном социальном, коммуникативном взаимодействии, благодаря которому транслируется конкретный (исторически заданный) культурный опыт. Знаки как особые орудия направлены сначала на изменение поведения других людей и только затем — на управление собственным поведением. В основе развития способностей сознания («высших психологических функций» в терминах Л. С. Выготского) лежат, таким образом, процессы интериоризации. В сознании благодаря социально усвоенным знакам происходит «удвоение опыта». Слово предстает как средство произвольного направления внимания, абстрагирования свойств и синтеза их в значение, оно становится орудием произвольного контроля собственных психологических операций в воображении, «удваивающим опыт».
Эти идеи стали основой нескольких теорий развития психики и сознания (в частности, А. Н. Леонтьев, М. Томаселло) и психолингвистики.

## Современные концепции сознания
Близкой к идеям Выготского является концепция Рэндалла Коллинза, согласно которой психика и сознание индивида образованы наслоениями цепочек его ритуальных взаимодействий с другими людьми. Фактически речь здесь идет о той же интериоризации.
Джерри Фодор независимо от традиции Выготского (Фодор упоминает Выготского в своей книге, но не ссылается на его работы), развил концепцию модулярности сознания как мозаики множества параллельных и относительно автономных в функциональном отношении процессов. Б. М. Величковский, продолжавший этот подход, сравнивал сознание со швейцарским ножом как удобным универсальным инструментом для использования в самых разных ситуациях.
Стивен Хорст развивает сходные идеи в своей концепции когнитивного плюрализма. Человеческое сознание использует не одну, а множество репрезентативных систем, каждая из которых приспособлена для решения какой-то отдельной проблемы или группы проблем. Хорст пишет о множественных ментальных моделях, ответственных за представления различных частей мира и связанных с определенными участками нейронных сетей. Хорст согласует свою концепцию с эволюционным подходом: именно в ходе эволюции постепенно формировались отдельные модули сознания (разные способности, функции), поскольку единовременное формирование одной универсальной системы для решения всех проблем не представляется возможным.
Необходимость учета языка и социальности с передачей культурного опыта при любом исследовании природы сознания ярко проявляется в пробуксовке, фактическом отсутствии продвижения в таких бурно обсуждавшихся темах как «трудная проблема сознания» и проблема квалиа, где обычно рассуждения ведутся об одном сознании, одном индивиде, одном мозге. В современных когнитивных науках все больше начинают господствовать восходящие к культурно-исторической теории представления о том, что язык, сознание, разум принадлежат не индивидам, а группам, сетям, сообществам, причем понять их можно только с учетом их появления, развития в филогенезе и онтогенезе (наряду с М.Томаселло и Р. Коллинзом, также С.Фукс, Д.Дор, Кр. Найт, Дж. Златев и др.).
Эти идеи развивает Н. С. Розов в своей концепции происхождения языка и сознания.
Поле восприятия наличной ситуации и внимания к происходящему «здесь и сейчас» у животных (в том числе у общих предков человека, шимпанзе, бонобо, горилл) следует рассматривать как предсознание — исходную основу для потенциальной эволюции). Не приходится сомневаться и в наличии у животных поля внимания и субъективных чувственных содержаний (квалиа): зрительных, слуховых, тем более обонятельных. Переход к полноценному человеческому сознанию представляется как длительное эволюционное накопление множества когнитивных и речевых способностей, предрасположенностей к ним (Дерек Бикертон, Мерлин Дональд). Врожденные задатки позволяют «выращивать» у каждого ребенка владение языком и сознанием, всегда сопряженное.
В онтогенезе соответствующие способности обретаются через механизмы интериоризации (по Выготскому) и интерактивных ритуалов (по Коллинзу). Это происходит в социальных взаимодействиях, опосредованных знаками и передаваемыми через них культурными образцами.
В филогенезе (когнитивной эволюции и ранней эволюции языка) развитие способностей происходило как благодаря каждодневным попыткам преодолевать взаимное непонимание через ритуалы переиначивания звуков и отгадывания их смысла, так и благодаря механизмам многоуровневого отбора. На уровне повседневных коммуникаций отбирались речевые формы, также действовали индивидуальный отбор, половой отбор и межгрупповой отбор. На каждой ступени эволюции драйверами выступали особые заботы, связанные с обновлявшимися техноприродными нишами и социальными порядками. Резкие изменения климата, в том числе в Восточной и Южной Африке, особенно начиная с 250 тыс. лет, вели к волнам размножения и депопуляций, к частым столкновениям групп, которые менялись технологиями, коммуникативными навыками и генами. Многие группы, популяции и виды гоминид погибали, не выдержав ухудшений условий и/или проиграв конкуренцию. Выжил и расселился почти по всем континентам только один вид Homo sapiens, причем неслучайно представители всех народов обладают как полноценными языками, так и способностями сознания.
С этой точки зрения за единством самосознания и целостностью поля «субъективной реальности» по (И.Канту, К.Попперу или Дж. Серлу) кроется сложное наслоение способностей. Элементы сознания кажутся равнозначными в силу нашей способности произвольно перемещать и сосредотачивать внимание на любом из них, как правило, с использованием языковой символизации. Эта способность управлять фокусом внимания, обеспечиваемая внутренними речевыми и мыслительными установками, составляет кардинальную особенность сознания человека, отличающую его от поля внимания животных и от их «практического мышления».
Последовательность обретаемых в антропогенезе свойств сознания начинается со способности совместно фокусировать внимание на эмоционально значимых не одобряемых или одобряемых группой действиях соплеменников в наличной ситуации ( до способностей легко и быстро перемещать внимание между предметами (включая воображаемые и абстрактные), связывать их между собой посредством различных обретенных ассоциативных, предметных, пространственных, мифологических, магических, логических или иных схемД. Дор, К.Стерелни). С учетом вышеуказанных эволюционных, социальных, языковых и культурных аспектов аналитически выделенное индивидуальное сознание определяется как поле чувственных и смысловых представлений, свойства которого заданы способностями перемещать фокус внимания от предмета к предмету, учитывать происходящее в других местах и временах, ориентироваться в этом пространстве, перемещаться в смысловых контекстах, использовать ранее накопленные представления для распознавания и обдумывания происходящего, принятия решений и соответствующего поведения. Такое понимание сознания не исключает надстраивания в культурной эволюции (особенно при развитии философии, психологии, когнитивных наук) новых способностей, связанных с рефлексией и самоанализом. Кроме того, сознание отдельных индивидов характеризуется выдающимися способностями (интуиция, эмпатия, блестящая игра в шахматы, быстрый устный счет, тонкости экспертного различения предметов искусства или сортов вин, «сверхинтуиция» и т. д.). Эти способности не являются универсальными, зависят как от врожденных задатков, так и от научения (см. Талант, Теория множественного интеллекта).